# Gyémántpinty
A gyémántpinty (Stagonopleura guttata) a madarak osztályának verébalakúak (Passeriformes) rendjébe és a díszpintyfélék (Estrildidae) családjába tartozó faj.

## Rendszerezése
A fajt George Shaw brit zoológus írta le 1796-ban, a Loxia nembe Loxia guttata néven. Sorolták a Emblema nembe Emblema guttata néven is.

## Előfordulása
Ausztrália keleti és délkeleti részén honos. Természetes élőhelyei a szubtrópusi és trópusi száraz erdők és szavannák. Állandó, nem vonuló faj.

## Megjelenése
Testhossza 12 centiméter, testtömege 14-23 gramm.
|  |

## Életmódja
Fűmagokkal és rovarokkal táplálkozik.

## Természetvédelmi helyzete
Az elterjedési területe nagyon nagy, egyedszáma csökken, de még nem éri el a kritikus szintet. A Természetvédelmi Világszövetség Vörös listáján nem fenyegetett fajként szerepel.